# Wynne
Wynne ist als Variante von Wyn ein walisischer männlicher und weiblicher Vorname sowie Familienname.

## Namensträger

### Männlicher Vorname
- Wynne F. Clouse (1883–1944), US-amerikanischer Politiker
- Ralph Wynne Cousins (1915–2009), US-amerikanischer Admiral
- Wynne Godley (1926–2010), britischer Oboist und Wirtschaftswissenschaftler
- William Wynne Ryland (1732–1783), englischer Zeichner und Radierer

### Weiblicher Vorname
- Diana Wynne Jones (1934–2011), britische Schriftstellerin

### Familienname
- Arthur Wynne (1871–1945), britisch-US-amerikanischer Redakteur, Erfinder des Kreuzworträtsels
- Brian Wynne (* 1947), britischer Wissenschaftssoziologe
- Charles Gorrie Wynne (1911–1999), englischer Optiker
- David Wynne (Komponist) (1900–1983), walisischer Komponist
- David Wynne (Bildhauer) (1926–2014), englischer Bildhauer
- Emanuel Wynne, bretonischer Pirat im 17./18. Jahrhundert
- Giustiniana Wynne Gräfin Rosenberg Orsini (* um 1737; † 1791), Schriftstellerin und Repräsentantin der Salonkultur des späten Venedig
- Greville Wynne (1919–1990), britischer Geheimdienstler
- Ian Wynne (* 1973), britischer Kanute
- James J. Wynne (* 1943), US-amerikanischer Physiker
- James Wynne (Ruderer) (* 1937), US-amerikanischer Ruderer
- John Joseph Wynne (1859–1948), US-amerikanischer Jesuit und Schriftsteller
- Kathleen Wynne (* 1953), kanadische Politikerin
- Khalid Shameem Wynne (1953–2017), pakistanischer General
- Lyman Wynne (1923–2007), US-amerikanischer Psychotherapeut und Mediziner
- Marvell Wynne (Baseballspieler) (* 1959), US-amerikanischer Baseballspieler
- Marvell Wynne (Fußballspieler) (* 1986), US-amerikanischer Fußballspieler
- Michael Wynne (* 1944), US-amerikanischer Geschäftsmann
- Nancye Wynne (1916–2001), australische Tennisspielerin
- Oliver Wynne-Griffith (* 1994), britischer Ruderer
- Robert J. Wynne (1851–1922), US-amerikanischer Politiker
- Ruth Wynne-Davies (1926–2012), britische Orthopädin
- Susan Wynne (* 1965), US-amerikanische Eiskunstläuferin
- Tim Wynne-Jones (* 1948), kanadischer Kinder- und Jugendbuchautor
- Vero Wynne-Edwards (1906–1997), britischer Zoologe
- Violet-Anne Wynne (* 1987), irische Politikerin
- William Wynne-Jones, Baron Wynne-Jones (1903–1982), britischer Chemiker, Hochschullehrer und Politiker

## Sonstiges
- Wynne (Arkansas), Ort in den USA
- Wynne-Preis, australischer Kunstpreis